# 汤州 (唐朝)
汤州，中国唐朝时设置的州。
唐朝设置，治所在今越南谅山省谅山东南。汤州为下州，秦朝象郡地。天宝元年（742年），改为温泉郡（汤泉郡）。乾元元年（758年），复为汤州。领县三，都是下县。汤泉县是州治，渌水县（绿水县）、罗韶县，与州同置。土贡为金。属安南都护府。后废。